# Lynne Murphy
M. Lynne Murphy (ur. 1965) – brytyjska językoznawczyni.
Kształciła się na University of Massachusetts at Amherst, gdzie otrzymała bakalaureat z lingwistyki i filozofii. Magisterium i doktorat z językoznawstwa uzyskała na Uniwersytecie Illinois w Urbanie i Champaign.
Jej dorobek obejmuje prace z zakresu lingwistyki ogólnej, semantyki i języka angielskiego. Ogłosiła szereg książek: Semantic Relations and the Lexicon, Key Terms in Semantics, Lexical Meaning, Antonyms in English, The Prodigal Tongue.
Prowadzi blog Separated by a Common Language, poświęcony różnicom między angielszczyzną amerykańską a brytyjską.
W 2000 r. została zatrudniona na University of Sussex, gdzie piastuje stanowisko profesora.